# Vill du dansa?
Vill du dansa? är en dokumentärfilm av Matz Eklund om bandet Larz Kristerz och den svenska dansbandskulturen.
Filmen har sänts flera gånger på SVT och även i norska NRK och finska YLE och nominerades till en guldbagge för publikens pris på Guldbaggegalan 2019.